# Quý Mão
Quý Mão (chữ Hán: 癸卯) là kết hợp thứ 40 trong hệ thống đánh số Can Chi của người Á Đông. Nó được kết hợp từ thiên can Quý (Thủy âm) và địa chi Mão (Mèo), ở Trung Quốc là thỏ). Trong chu kỳ của lịch Trung Quốc, nó xuất hiện trước Giáp Thìn và sau Nhâm Dần.

## Các năm Quý Mão
Giữa năm 1700 và 2200, những năm sau đây là năm Quý Mão (lưu ý ngày được đưa ra được tính theo lịch Việt Nam, chưa được sử dụng trước năm 1967):
- 1723
- 1783
- 1843
- 1903 (28 tháng 1, 1903 – 15 tháng 2, 1904)
- 1963 (25 tháng 1, 1963 – 12 tháng 2, 1964)
- 2023 (22 tháng 1, 2023 – 9 tháng 2, 2024)
- 2083 (17 tháng 2, 2083 – 5 tháng 2, 2084)
- 2143